# Андроник Комнин Ватац
Андроник Комнин Ватац (средњегрч. Ανδρονικος Κομνηνος Βατατζης, † 1176) је био византијски војсковођа из XII века – сестрић цара Манојла I Комнина.
Андроник Комнин Ватац је био син византијског војсковође и пансевастa Теодора Ватаца и Евдокије Комнин. Андроникова мајка била је ћерка цара Јована II Комнина и његове жене Ирине. На печату из 1163. године стоји: „Андроник Комнин, син Евдокије, потомак пурпурног корена, сестрић цара Манојла I, син Теодора Ватаца“. У списковима синода одржаног 6. марта 1166. године посведочено је и присуство „господина Андроника Комнина, сина сестре владајућег цара, и сина пансеваста...господина Теодора Ватаца...“.
Године 1176. Андроник Комнин Ватац је стављен на чело трупа сакупљених из Пафлагоније и Хераклеје Понтијске и послате против Селџука у Амасији. Погинуо је током опсаде Никшара (Неокесарије) у септембру те године, а његова одсечена глава послата је као трофеј султану и приказана набијена на копље у бици код Мириокефалона која се одиграла. убрзо након овога.
Андроник Комнин Ватац је био ожењен неименованом женом, од које је имао најмање једног сина, кога неки научници поистовећују са протосевастом Алексијем Комнином Ватацем, који је био ожењен монфератском принцезом која је узела име Зоја.